# Потёсы (Тверская область)
Потёсы — деревня в Бежецком районе Тверской области. Входит в состав Фралёвского сельского поселения.

## География
Деревня находится в 15 километрах к северо-западу от Бежецка, на шоссе Бежецк — Поречье.

## История
В середине XIX века деревня относилась к Узменьскому приходу Чижовской волости Бежецкого уезда.
В 1887 году в деревни имелась мельница, постоялый двор, мелочная лавка. Основными занятиями жителей были наём чернорабочими и судовщиками. Рядом с Потёсами в деревне Стогово и селе Чижово имелись земские школы.
В 1921 году деревня являлась центром одноимённого сельсовета Георгиевской волости Бежецкого уезда.

## Население
| 2008 | 2010 |
| ---- | ---- |
| 158  | ↘122 |

В 1859 году в деревне имелось 44 крестьянских двора, проживало 284 человек, в 1887 году — 61 двор, 345 жителей. В 1919 году — 77 дворов, 402 жителей.
В 1997 году в деревне проживало 182 человека в 60 хозяйствах.

## Инфраструктура
В деревне имеется почтовое отделение.

## Этимология
Слово «потёсы» означает зарубки на пнях и деревьях, имевшие ориентирное значение или бывшие межевыми знаками.